# Chelvān
Chelvān (persiska: چَلوان, چَلِوان, چلوان) är en ort i Iran.   Den ligger i provinsen Chahar Mahal och Bakhtiari, i den centrala delen av landet, 400 km söder om huvudstaden Teheran. Chelvān ligger 1 857 meter över havet och antalet invånare är 718.
Terrängen runt Chelvān är kuperad åt sydväst, men åt nordost är den platt. Chelvān ligger nere i en dal.Runt Chelvān är det ganska tätbefolkat, med 160 invånare per kvadratkilometer. Närmaste större samhälle är Shar-e Kord, 18,4 km söder om Chelvān. Trakten runt Chelvān består i huvudsak av gräsmarker.